# Harringtonina
La harringtonina es un alcaloide aislado de Cephalotaxus harringtonia var. harringtonia, Cephalotaxus fortunei, Cephalotaxus hainanensis, Cephalotaxus sinensis y Cephalotaxus oliveri (Cephalotaxaceae).[α]D = -104.6 (c, 1.0 en cloroformo). UV: [neutral]λmax261 (ε724) ;290 (ε4570) (EtOH).

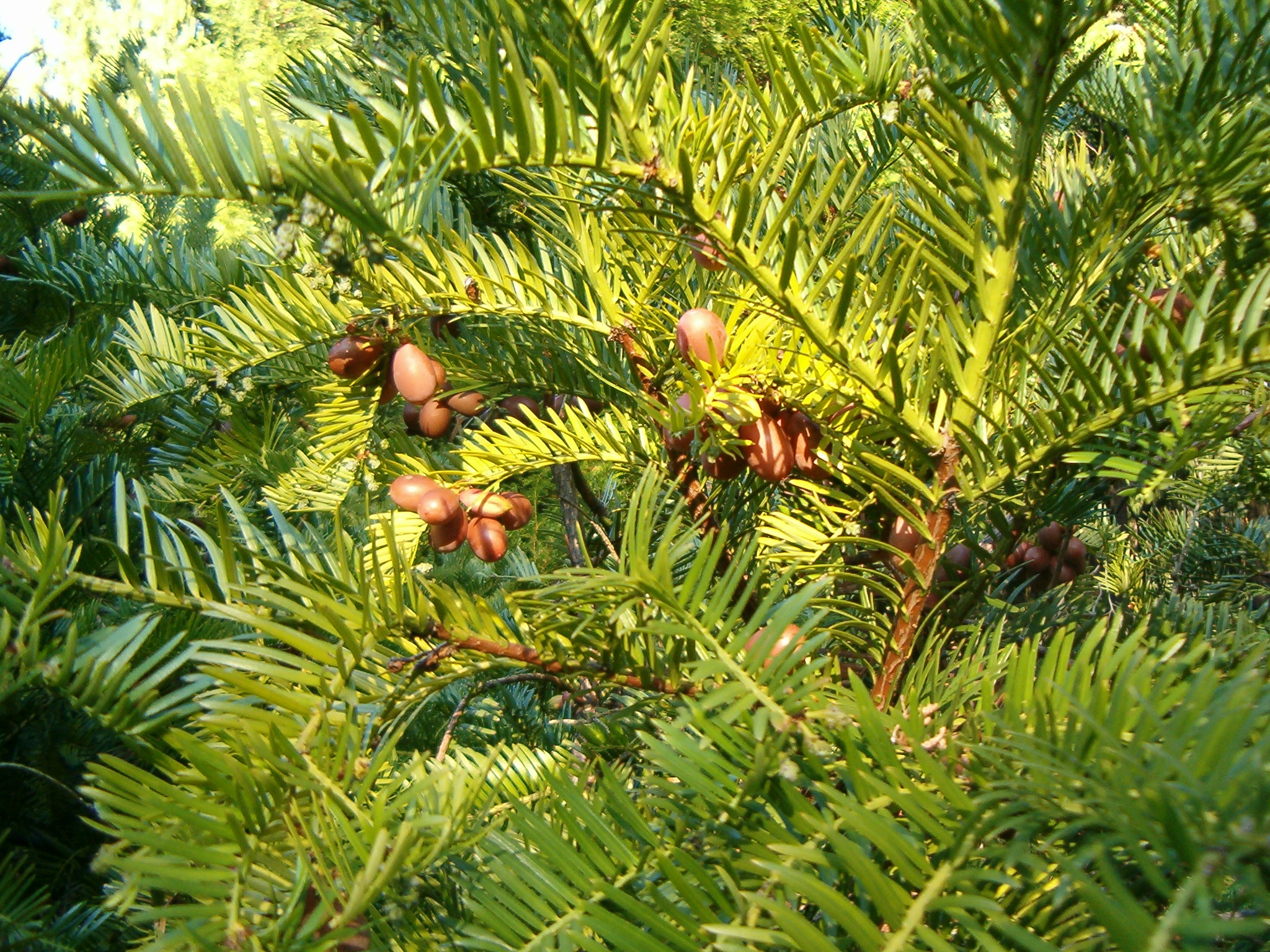
Cephalotaxus harringtonia

## Actividad biológica
Es un inhibidor de la biosíntesis de proteínas y del ADN. También muestra actividad antineoplástica, especialmente contra leucemias linfocíticas murinas. Es más activo que la vincristina contra leucemias y melanomas. También se utiliza contra leucemia mielocítica aguda. LD50 (murino, intraperitoneal): 4.17 mg/kg. 